# Namida no mukó
A Namida no mukó (泪のムコウ; Hepburn: Namida no mukō, ’Könnyeken keresztül’) a Stereopony japán együttes második kislemeze, amely 2009. február 11-én jelent meg a gr8! Records kiadó gondozásában. A lemez címadó dala a Mobile Suit Gundam 00 animesorozat második évadának második nyitódalaként volt hallható a 14. epizódtól a 25-ig. A korong a 2. helyezést érte el az Oricon heti, míg a 98-at az éves eladási listáján. A lemezből 2009 végéig 60 096 példány kelt el.

## Számlista
Normál kiadás (SRCL-6946)
1. Namida no mukó (泪のムコウ?, ’Könnyeken keresztül’)
2. Stereopony no tabi va cuzuku (ステレオポニーの旅は続く?, ’A Stereopony útja folytatódik’)
3. Hitohira no hanabira (Aimi Acoustic Version) (ヒトヒラのハナビラ?, ’Egyetlen virágszirom’)
4. Namida no mukó (Instrumental) (泪のムコウ?)

Gundam 00 kiadás (SRCL-6947)
1. Namida no mukó (泪のムコウ?, ’Könnyeken keresztül’)
2. Stereopony no tabi va cuzuku (ステレオポニーの旅は続く?, ’A Stereopony útja folytatódik’)
3. Hitohira no hanabira (Aimi Acoustic Version) (ヒトヒラのハナビラ?, ’Egyetlen virágszirom’)
4. Namida no mukó (Opening Edition) (泪のムコウ?)
5. Namida no mukó (Instrumental) (泪のムコウ?)